# 大阪市立南百済小学校
大阪市立南百済小学校（おおさかしりつ みなみくだらしょうがっこう）は、大阪府大阪市東住吉区にある公立小学校。通称南百（なんびゃく）

## 沿革
住吉郡第一番小学校（現在の大阪市立平野小学校）から校区を分離する形で、1874年6月に住吉郡第四番小学校として創立した。開校当初の校区は中野村・湯谷島村・砂子村。
また同月には当時の鷹合村（現在の東住吉区鷹合付近、町村制実施で南百済村）に住吉郡第三番小学校（鷹合小学校）も創立している。
中野村・湯谷島村・砂子村・鷹合村は町村制実施により合併し南百済村となった。渡来人が大阪中央卸売市場のあたりを故郷になぞり百済とよび、そこから見て南に位置する地域だとして南百済となった。
その後明治時代中期までに周辺校の合併などで、第三番・第四番小学校などが合併して南百済尋常小学校となっている。1941年には国民学校令の実施により南百済国民学校となった。
昭和時代初期には当時校区だった鷹合地区の児童数が増加して校舎が狭隘となったことや、鷹合からの通学には当時地上を走っていた大鉄線（現在の近鉄南大阪線）の線路を横断する必要があり事故などもあったことなどから、1943年に鷹合に分校を設置した。分校は戦後の1951年に独立し、大阪市立鷹合小学校となった。
1944年には学童疎開の対象となり、児童は大阪府南河内郡古市町・駒ヶ谷村・西浦村・埴生村（いずれも現在の羽曳野市）へと集団疎開した。
1947年には学制改革により大阪市立南百済小学校となった。1960年代半ば以降は地域の児童数増加により児童数2000人を超えるマンモス校となり、1976年には過密化解消のために大阪市立湯里小学校が分離開校している。湯里小学校開校時、新しく同校の校区となった地域在住の2-4年生が湯里小学校へ転出している。

### 年表
- 1874年（明治7年）6月 - 住吉郡4番小学校として創立。
- 1894年（明治27年） - 南百済尋常小学校と改称。
- 1925年（大正14年） - 大阪市南百済尋常小学校と改称。
- 1934年（昭和9年）9月21日 - 室戸台風の暴風雨により木造校舎が倒壊。3人以上が負傷[1]。
- 1941年（昭和16年） - 大阪市南百済国民学校と改称。
- 1943年（昭和18年）1月22日 - 鷹合に分校を開設。
- 1947年（昭和22年）4月1日 - 大阪市立南百済小学校と改称。
- 1951年（昭和26年） - 分校が独立。大阪市立鷹合小学校を分離。
- 1964年（昭和39年） - プール設置、校歌制定。
- 1976年（昭和51年） - 大阪市立湯里小学校を分離。

## 通学区域
- 大阪市東住吉区 針中野1丁目～4丁目、中野3丁目・4丁目、湯里1丁目・2丁目および湯里3丁目1番。

卒業生は大阪市立中野中学校に進学する。

## 交通
- 近鉄南大阪線 針中野駅 南東350m。
- 地下鉄谷町線 駒川中野駅 南800m。